# (74430) 1999 BN10
(74430) 1999 BN10 – planetoida z pasa głównego asteroid okrążająca Słońce w ciągu 5,31 lat w średniej odległości 3,04 j.a. Odkryta 24 stycznia 1999 roku.